# Sumberdawe
Sumberdawe is een bestuurslaag in het regentschap Probolinggo van de provincie Oost-Java, Indonesië. Sumberdawe telt 2431 inwoners (volkstelling 2010).